# Emisarul (Star Trek: Deep Space Nine)
Emisarul este primul și al doilea episod din serialul de televiziune american Star Trek: Deep Space Nine. Cele două episoade formează episodul pilot al acestui serial științifico-fantastic. A avut premiera la 3 ianuarie 1993

## Prezentare
Un nou echipaj este instalat pe o fostă stație spațială Cardassiană numită Deep Space Nine. Acesta este un echipaj comun, format din ofițeri ai Federației și ofițeri Bajorani, avându-l drept comandant pe Comandorul Sisko. Viața acestuia se schimbă radical atunci când un preot Bajoran îl declară Emisar al Profeților.